# Как в мясной избушке помирала душа
«Как в мясной избушке помирала душа» — песня советской группы «Коммунизм» из альбома «Хроника пикирующего бомбардировщика»

## История
Песня была записана в 1989 году.
По словам Егора Летова, песня была задумана как «глубокое сосредоточенное заклинание». Летов также назвал данную песню «одним из самых ярких и главных своих текстов». Также по его словам, песня записывалась в полной темноте, лишь при одной горящей свече:
Вещь задумана и сотворена как глубокое сосредоточенное заклинание.
Это один из самых ярких и главных моих текстов.
Игралось и писалось без дублей, на раз, в полной темноте, лишь при одной горящей свече.
Зеленский — звонкая тарелка;, Кузьма — басс/виолончель,; Янка — металлофон,; я — голос и небольшая низко звучащая тарелка/гонг.
Сопровождалось всяческими наружными по отношению к запертой комнате, где все происходило, возмущениями, как то самопроизвольным падением плакатов со стен, предметов с полок и прочей мелкой чертовщиной.Егор Летов
Интересно, что отрывок из текста звучит в версий песни «Русское Поле Экспериментов» из альбома «Всё как у людей», а также в песне «Насекомые» с концерта в Караганде.